# Tonto nationalmonument

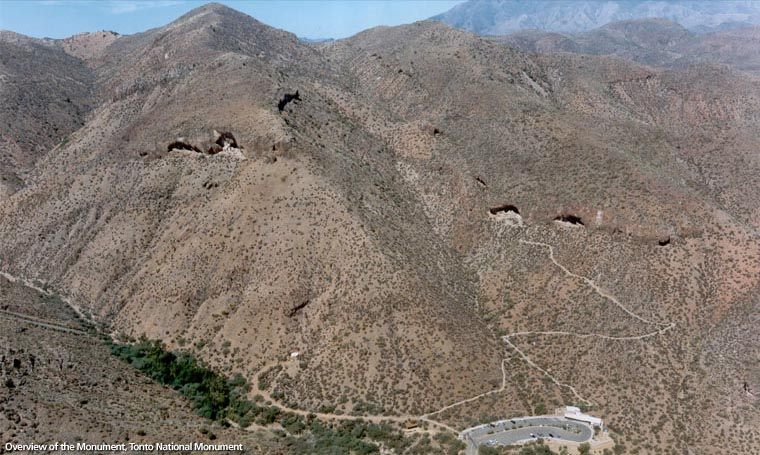
Tonto nationalmonument

Tonto nationalmonument ligger i delstaten Arizona i USA. Nationalmonumentet grundades för att bevara byggnader från 1300-talet.